# Арета
Аре́та (грец. ἀρετή) — дочка царя феаків Рексенора, дружина Алкіноя.
По смерті батька вона вийшла заміж за його молодшого брата Алкіноя, що успадкував трон. Арета славилася доброзичливим характером і гостинністю, користувалася винятковою пошаною і повагою у свого народу. Разом з чоловіком вона радо прийняла закинутого на острів бурею Одіссея, якого зустріла на березі і запросила до палацу її дочка Навсікая.